# Aarne Lindholm
Karl Aarne Lindholm (né le 12 février 1889 à Laihia et décédé le 19 juillet 1972 à Vaasa) est un athlète finlandais spécialiste du fond. Il mesurait 1,70 m.

## Biographie

### Records
| Épreuve      | Performance   | Lieu | Date |
| ------------ | ------------- | ---- | ---- |
| 5 000 mètres | 15 min 57 s 8 |      | 1912 |